# Sant Cristòfol d'Anyós
Sant Cristòfol d'Anyós és una església romànica al nucli d'Anyós en la parròquia andorrana de la Massana.
Està situada a l'extrem de l'altiplà del poble, a uns 1.310 m d'altitud, sobre un espadat que cau sobre la vall de la Valira del Nord.

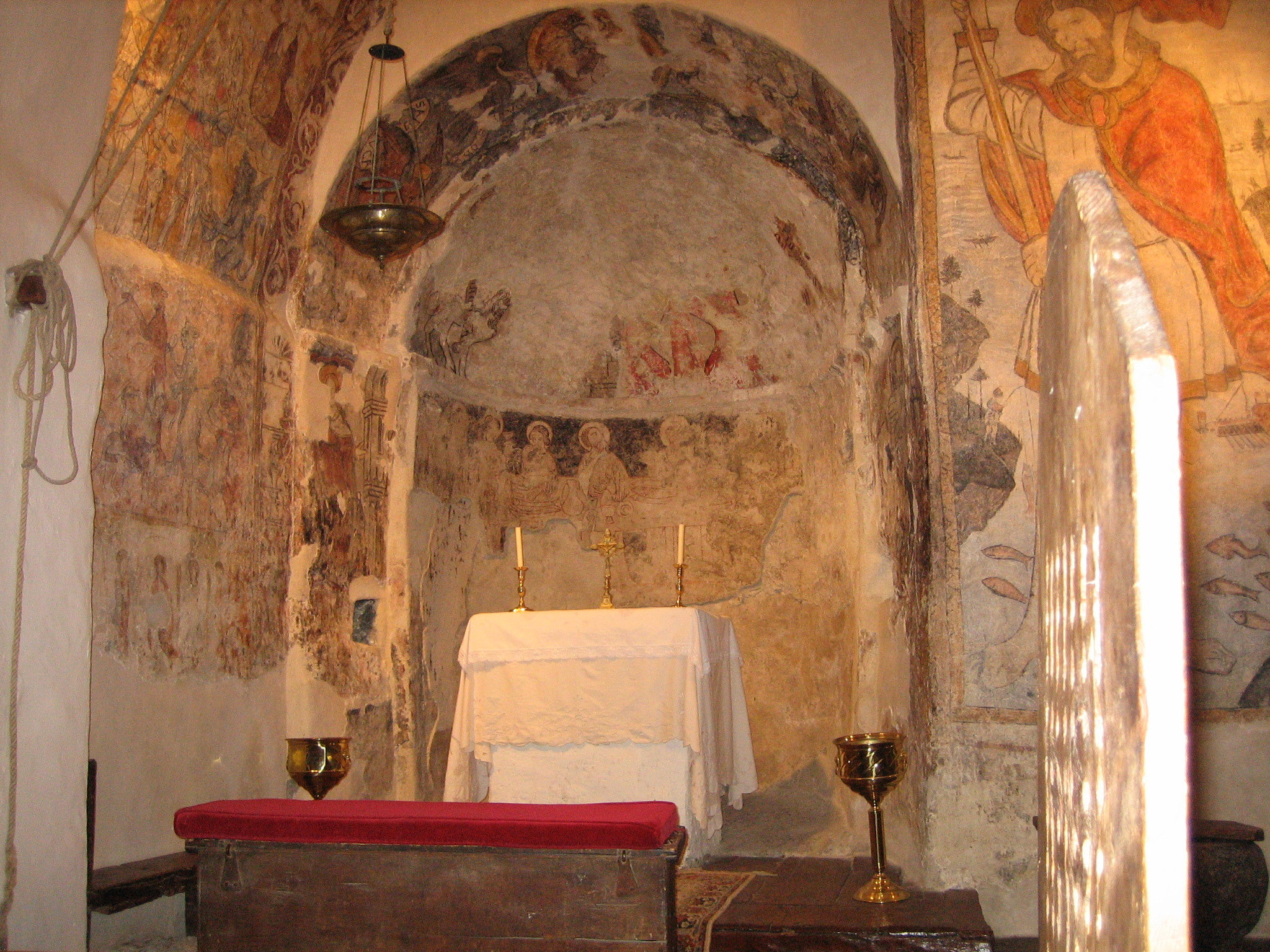
Interior de l'església

L'església original era de dimensions reduïdes, de 5 per 4 m amb una nau rectangular i un absis semicircular fet de blocs de pedra regular cobert per una volta de quart d'esfera. Al segle xvi es va ampliar allargant la nau i la seva alçada amb una nova coberta. Es van enderrocar els murs sud i oest. De l'obra d'època romànica es conserven l'absis i el mur nord. Es va aprofitar la part baixa del campanar de torre de planta quadrada, que era prop de l'absis, per integrar-la a la nau. Un nou campanar petit de torre es va aixecar sobre el mur oest amb una finestra a cada cara i teulada de quatre vessants.
Vers el 1933, per indicació de l'antiquari Josep Bardolet, l'estrattista i restaurador Arturo Cividini va arrencar les pintures murals romàniques, atribuïdes al mestre de Santa Coloma i datades al segle xii. Van ser posteriorment adquirides per l'antiquari de Madrid Apolinar Sánchez que les vengué a Arthur Byne. Aquest les diposità el març de 1934 a la Brummer Gallery de Nova York. L'octubre del 1935 s'exhibiren al Brooklyn Museu i el juny del 1942 foren adquirides a la subhasta celebrada a la Parke-Bernet de Nova York pel baró Jean Germain Léon Cassel. El 24 març del 1955 van ser novament subhastades a l'Hotel Drouot de París i adjudicades al col·leccionista i comerciant d'art parisenc, d'origen armeni, Nourhan Manoukian. Posteriorment, passaren a la col·lecció de Léon Salavin, el qual les subhastà el 5 de desembre de 1973 al Palais Galliera de París, en què foren adjudicades a l'avantpassat dels seus actuals propietaris francesos. Representen la Verge amb els apòstols sant Pere i possiblement sant Joan. Es conserven altres pintures murals en l'absis i el mur de ponent, d'època gòtica i barroca dels segles XIII a XVI.
El 10 de juliol, dia de Sant Cristòfol patró dels automobilistes, se celebra en aquesta església la benedicció de vehicles. La festa ha estat declarada bé immoble d'interès cultural.